# كيم باسنجر
كيم باسنجر (Kim Basinger) هي ممثلة وعارضة أزياء أمريكية حاصلة على جائزة الأوسكار كأحسن ممثلة مساعدة في مارس 1998.

## نشأتها
ولدت كيم باسنجر في اثينا، جورجيا. والدها، دون باسنجر، كان مدير فرقة موسيقيه كبير ومدير قروض ووالدتها ان باسنجر كانت ممثلة في افلام السباحة استر وليامز. ولها شقيقان، ميك وسكيب واثنين من الأخوات، اشلى وبربارة. وكيم باسنجر من اصول المانيه وسويديه وشيروكي.

## حياتها المهنية
الترشيحات لجائزة الأوسكار:
أفضل ممثة مساعدة عام 1998 عن فيلم L.A. Confidential وفازت بها
- الترشيحات لجائزة الجولدن جلوب:

أفضل ممثلة مساعدة عام 1985 عن فيلم The Natural
أفضل ممثة مساعدة عام 1998 عن فيلم L.A. Confidential وفازت بها

## حياتها الشخصية
تزوجت الممثل ألك بالدوين بين عامي 1993 و 2001.

## قائمة الأفلام
| العام | الفيلم                       | الدور                     | ملاحظات |
| ----- | ---------------------------- | ------------------------- | --- |
| 1981  | بلد صعب                      | Jodie                     | |
| 1982  | Mother Lode ‏                 | Andrea Spalding           | |
| 1983  | لا تقل أبدا مرة اخرى         | Domino Petachi            | |
| 1983  | The Man Who Loved Women ‏     | Louise Carr               | |
| 1984  | The Natural ‏                 | Memo Paris                | Nominated – جائزة غولدن غلوب لأفضل ممثلة مساعدة - فيلم |
| 1985  | Fool for Love ‏               | May                       | |
| 1986  | 9 أسابيع ونصف                | Elizabeth                 | |
| 1986  | No Mercy ‏                    | Michele Duval             | |
| 1987  | Blind Date ‏                  | Nadia Gates               | |
| 1987  | Nadine                       | Nadine Hightower          | |
| 1988  | My Stepmother Is an Alien    | Celeste Martin            | Nominated – جائزة زحل لأفضل ممثلة |
| 1989  | باتمان (فيلم 1989)           | Vicki Vale                | Nominated – جائزة زحل لأفضل ممثلة مساعدة [الإنجليزية] |
| 1991  | The Marrying Man             | Vicki Anderson            | |
| 1992  | Final Analysis               | Heather Evans             | |
| 1992  | العالم الرائع                | Holli Would               | |
| 1992  | The Real McCoy ‏              | Karen McCoy               | |
| 1993  | Wayne's World 2              | Honey Horné               | |
| 1993  | Mary Jane's Last Dance       |                           | Music video for Tom Petty |
| 1994  | A Century of Cinema          | Herself                   | فيلم وثائقي |
| 1994  | The Getaway                  | Carol McCoy               | |
| 1994  | ملابس جاهزة (فيلم)           | Kitty Potter              | National Board of Review Award for Best Cast |
| 1997  | إل ايه سري للغاية            | Lynn Bracken              | جائزة الأوسكار لأفضل ممثلة مساعدة جائزة غولدن غلوب لأفضل ممثلة مساعدة - فيلم Screen Actors Guild Award for Outstanding Performance by a Female Actor in a Supporting Role – Motion Picture Southeastern Film Critics Association Award for Best Supporting Actress Nominated – جائزة البافتا لأفضل ممثلة في دور رئيسي Nominated – جائزة نقابة ممثلي الشاشة عن الأداء المتميز من قبل الممثلين في السينما [الإنجليزية] |
| 2000  | I Dreamed of Africa          | Kuki Gallmann             | |
| 2000  | Bless the Child              | Maggie O'Connor           | |
| 2002  | 8 أميال                      | Stephanie Smith           | |
| 2002  | People I Know                | Victoria Gray             | |
| 2004  | The Door in the Floor        | Marion Cole               | |
| 2004  | Elvis Has Left the Building ‏ | Harmony Jones             | |
| 2004  | هاتف خلوي                    | Jessica Martin            | Nominated – جائزة زحل لأفضل ممثلة مساعدة [الإنجليزية] |
| 2006  | الحارس ‏                      | 1st Lady Sarah Ballentine | |
| 2006  | The Mermaid Chair ‏           | Jessie Sullivan           | |
| 2007  | مال متساوي                   | Carol Carver              | |
| 2008  | While She Was Out            | Della Myers               | |
| 2009  | The Informers ‏               | Laura Sloan               | |
| 2009  | The Burning Plain            | Gina                      | |
| 2010  | تشارلي سانت كلود (فيلم)      | Claire St. Cloud          | |

## الأعمال التلفزيونية
- Charlie's Angels (1976) (episode: Angels in Chains)
- Dog and Cat (1977) (TV) (canceled after six episodes)
- The Ghost of Flight 401 (1978) (TV)
- Katie: Portrait of a Centerfold (1978) (TV)
- From Here to Eternity (1979) (miniseries)
- From Here to Eternity (TV series) (1980) (canceled after thirteen episodes)
- Killjoy (1981) (TV)
- Sean Connery, an Intimate Portrait (1997) (documentary)
- عائلة سيمبسون (1998: 13.17) – Herself
- The Mermaid Chair (2006) (TV)

## وصلات خارجية
- كيم باسنجر على موقع IMDb (الإنجليزية)
- كيم باسنجر على موقع الموسوعة البريطانية (الإنجليزية)
- كيم باسنجر على موقع روتن توميتوز (الإنجليزية)
- كيم باسنجر على موقع مونزينجر (الألمانية)
- كيم باسنجر على موقع قاعدة بيانات الأفلام العربية
- كيم باسنجر على موقع ألو سيني (الفرنسية)
- كيم باسنجر على موقع ميوزك برينز (الإنجليزية)
- كيم باسنجر على موقع تيرنر كلاسيك موفيز (الإنجليزية)
- كيم باسنجر على موقع أول موفي (الإنجليزية)
- كيم باسنجر على موقع بوكس أوفيس موجو (الإنجليزية)